# Allophylus timorensis
Allophylus timorensis là một loài thực vật có hoa trong họ Bồ hòn. Loài này được (DC.) Blume mô tả khoa học đầu tiên năm 1847.